# Championnat de France de rugby à XV 1980-1981
Navigation
Édition précédente Édition suivante
Le groupe A, comme le groupe B sont constitués de quatre poules de dix clubs. À l'issue de la phase qualificative, les huit premiers de chaque groupe sont qualifiés pour les 1/16e de finale. Chaque groupe a une phase finale bien distincte. L'épreuve se poursuit par élimination sur un match à chaque tour.
Grenoble et Toulon, numéro 1 et 2 de la phase régulière sont éliminés dès les 1/16e de finale.
L'AS Béziers remporte le Championnat de France de rugby à XV de première division 1980-1981 après avoir battu le Stade bagnérais en finale mais perd en finale du Challenge Yves du Manoir contre Lourdes.
C'est la première finale disputée en nocturne. On remarque la présence du Président De La République François Mitterrand.
Ce n'est également que la deuxième finale disputée un samedi après celle de 1945.
L'AS Béziers conserve son titre de champion de France et remporte un quatrième Bouclier de Brennus en cinq ans, le neuvième de son histoire lui permettant de devenir le club le plus titré devant le FC Lourdes et le Stade français. Le Stade bagnérais perd une deuxième finale, après celle de 1979.
En groupe B c'est l'US Tyrosse qui remporte le titre de champion de France en venant à bout de l'US Montauban 15 - 9 après prolongations.

## Phase de qualification
Les équipes sont listées dans leur ordre de classement à l'issue de la phase qualificative. 
| 1. Aviron bayonnais 2. Section paloise 3. Valence sportif 4. AS Béziers 5. FC Oloron 6. RC Nîmes 7. US Thuir 8. Stade aurillacois 9. SC Mazamet 10. Saint-Jean-de-Luz OR                          | 1. US Romans 2. SU Agen 3. Stade toulousain 4. US Dax 5. US Carcassonne 6. RC Narbonne 7. SC Albi 8. RRC Nice 9. CA Périgueux 10. FC Auch                 |
| 1. RC Toulon 2. USA Perpignan 3. SC Angoulême 4. AS Montferrand 5. Stadoceste tarbais 6. Biarritz olympique 7. SC Tulle 8. Castres olympique 9. ES Avignon Saint-Saturnin 10. Stade montchaninois | 1. FC Grenoble 2. Boucau stade 3. FC Lourdes 4. SC Graulhet 5. CA Bègles 6. Stade bagnérais 7. CA Brive 8. US bressane 9. Stade rochelais 10. SO Chambéry |

## Phase de qualification groupe B
Les équipes sont listées  sans ordre de classement, les clubs en gras sont qualifiés pour les seizièmes. 
| 1. US Annecy 2. ASPTT Arras 3. CS Bourgoin 4. Stade clermontois 5. Stade dijonnais 6. La Voulte sportif 7. CO Le Creusot 8. UMS Montélimar 9. PUC 10. CS Vienne   | 1. US Cognac 2. Sporting Club decazevillois 3. US Fumel 4. USA Limoges 5. SA Mérignac 6. Stade niortais 7. Racing club de France 8. Stade ruthénois 9. Stade foyen 10. US La Teste |
| 1. US Montauban 2. Stade Cadurcien 3. US Carmaux 4. RO Castelnaudary 5. SA Condom 6. US Foix 7. CA Lannemezan 8. SO Millau 9. Lombez Samatan club 10. US Marmande | 1. US Tyrosse 2. Avenir aturin 3. Stade beaumontois 4. SA Hagetmau 5. SA Mauléon 6. Stade montois 7. US Orthez 8. Peyrehorade sports 9. AS Soustons 10. US Vic-Bigorre             |

## Seizièmes de finale
Les équipes dont le nom est en caractères gras sont qualifiées pour les huitièmes de finale. 
| Équipe 1         | Équipe 2           | Résultat |
| ---------------- | ------------------ | -------- |
| USA Perpignan    | RC Nîmes           | 25-6     |
| Valence sportif  | US Thuir           | 13-10    |
| AS Béziers       | US Carcassonne     | 29-6     |
| FC Grenoble      | Stade aurillacois  | 6-12     |
| Aviron bayonnais | Castres olympique  | 14-12    |
| SC Graulhet      | Stadoceste tarbais | 9-21     |
| FC Lourdes       | Biarritz olympique | 23-9     |
| Section paloise  | SC Tulle           | 22-3     |
| RC Toulon        | RRC Nice           | 6-15     |
| AS Montferrand   | CA Bègles          | 9-4      |
| Boucau stade     | CA Brive           | 12-15    |
| Stade toulousain | RC Narbonne        | 12-6     |
| SU Agen          | SC Albi            | 21-10    |
| SC Angoulême     | Stade bagnérais    | 12-24    |
| US Dax           | FC Oloron          | 42-21    |
| US Romans        | US bressane        | 21-9     |

| Équipe 1                    | Équipe 2            | Résultat |
| --------------------------- | ------------------- | -------- |
| US Tyrosse                  | US Carmaux          | 18-10    |
| Stade Ruthénois             | US Marmande         | 15-13    |
| Sporting Club decazevillois | RO Castelnaudary    | 3-0      |
| La Voulte sportif           | SA Condom           | 28-0     |
| Racing Club de France       | SO Millau           | 30-6     |
| Avenir aturin               | Lombez Samatan club | 25-10    |
| US Fumel                    | USA Limoges         | 10-3     |
| US Montauban                | US La Teste         | 21-9     |
| CS Bourgoin                 | Stade clermontois   | 12-6     |
| Peyrehorade sports          | SA Hagetmau         | 12-7     |
| CS Vienne                   | US Orthez           | 21-3     |
| Stade Cadurcien             | SA Mauléon          | 23-20    |
| Stade montois               | Stade beaumontois   | 13-4     |
| SA Mérignac                 | PUC                 | 19-12    |
| Stade Niortais              | Stade dijonnais     | 41-3     |
| Union montilienne sportive  | US Annecy           | 9-6      |

## Huitièmes de finale
Les équipes dont le nom est en caractères gras sont qualifiées pour les quarts de finale. 
| Équipe 1         | Équipe 2           | Résultat |
| ---------------- | ------------------ | -------- |
| USA Perpignan    | Valence sportif    | 28-7     |
| AS Béziers       | Stade aurillacois  | 22-10    |
| Aviron bayonnais | Stadoceste tarbais | 12-18    |
| FC Lourdes       | Section paloise    | 25-9     |
| RRC Nice         | AS Montferrand     | 9-15     |
| CA Brive         | Stade toulousain   | 24-23    |
| SU Agen          | Stade bagnérais    | 6-23     |
| US Dax           | US Romans          | 19-9     |

| Équipe 1              | Équipe 2                    | Résultat |
| --------------------- | --------------------------- | -------- |
| US Tyrosse            | CS Bourgoin                 | 23-13    |
| Stade montois         | Stade Cadurcien             | 43-13    |
| La Voulte sportif     | Sporting Club decazevillois | 22-6     |
| SA Mérignac           | CS Vienne                   | 10-4     |
| US Montauban          | Avenir aturin               | 9-6      |
| Peyrehorade sports    | Stade Niortais              | 16-13    |
| Racing Club de France | Union montilienne sportive  | 19-13    |
| US Fumel              | Stade Ruthénois             | 15-6     |

## Quarts de finale
Les équipes dont le nom est en caractères gras sont qualifiées pour les demi-finales.
| Équipe 1           | Équipe 2   | Résultat |
| ------------------ | ---------- | -------- |
| USA Perpignan      | AS Béziers | 12-13    |
| Stadoceste tarbais | FC Lourdes | 7-9      |
| AS Montferrand     | CA Brive   | 6-3      |
| Stade bagnérais    | US Dax     | 16-9     |

| Équipe 1          | Équipe 2              | Résultat |
| ----------------- | --------------------- | -------- |
| US Tyrosse        | Peyrehorade sports    | 16-9     |
| La Voulte sportif | Racing club de France | 18-6     |
| US Montauban      | US Fumel              | 7-0      |
| Stade montois     | SA Mérignac           | 7-4      |

## Demi-finales
| Équipe 1       | Équipe 2        | Résultat |
| -------------- | --------------- | -------- |
| AS Béziers     | FC Lourdes      | 35-9     |
| AS Montferrand | Stade bagnérais | 3-6      |

| Équipe 1     | Équipe 2          | Résultat |
| ------------ | ----------------- | -------- |
| US Tyrosse   | Stade montois     | 26-17    |
| US Montauban | La Voulte sportif | 15-8     |

## Finales
| Équipes        | AS Béziers - Stade bagnérais |
| Score          | 22-13 |
| Date           | 25 mai 1981 |
| Stade          | Parc des Princes |
| Arbitre        | Jean-Pierre Bonnet |
| Les équipes    | |
| AS Béziers     | Titulaires : Armand Vaquerin, Alain Paco, Jean-Louis Martin, Alain Estève, Michel Palmié, Jean-Marc Cordier, Pierre Lacans, Henri Mioch, Philippe Morrisson, Jean-Pierre Pesteil, Marc Andrieu, Claude Martinez, Jean-Luc Rivallo, Michel Fabre, Patrick Fort Remplaçants : Philippe Escande, Yvan Buonomo, Bernard Teyssier, Christian Prax, Michel Calas                                        |
| Bagnères       | Titulaires : Michel Laguerre-Basse, Antranik Torossian, Michel Urtizverea, André Cazenave, René Vergez, Claude Frutos, Albert Cigagna, Omar Derghali, Adrien Mournet, Philippe Fourneau, Michel Dancla, Pierre Rispal, Roland Bertranne, Jean-François Gourdon, Jean-Michel Aguirre Remplaçants : Gérard Chevallier, Yves Duhard, Arnaud Duplan, Roger Bayen, Michel Mardegan, Jean-Louis Carrère |
| Points marqués | |
| AS Béziers     | 2 essais de Andrieu et Fabre, 1 transformation et 2 pénalités de Fort, 2 drops de Pesteil |
| Bagnères       | 2 essais de Gourdon, 1 transformation et 1 pénalité de Aguirre |

## Statistiques
Les statistiques incluent la phase finale.

### Meilleurs buteurs
Patrick Fort et Jean-Claude Larrieu sont les meilleurs buteurs de la saison avec 187 points inscrits.
| Rang | Joueur              | Club               | Points |
| ---- | ------------------- | ------------------ | ------ |
| 1    | Patrick Fort        | AS Béziers         | 187    |
| -    | Jean-Claude Larrieu | SC Angoulême       | 187    |
| 3    | Jean-François Thiot | CA Brive           | 183    |
| 4    | Jean-Paul Trille    | Stadoceste tarbais | 171    |
| 5    | Jean-Michel Agest   | Section paloise    | 161    |
| 6    | Mathias             | RRC Nice           | 155    |
| 7    | José Castello       | RC Nîmes           | 151    |
| -    | Jacques Servien     | US Romans          | 151    |
| 9    | Michel Montanès     | USA Perpignan      | 149    |

### Meilleurs marqueurs
Marc Andrieu est le meilleur marqueur avec 16 essais marqués.
| Rang | Joueur          | Club            | Essais |
| ---- | --------------- | --------------- | ------ |
| 1    | Marc Andrieu    | AS Béziers      | 16     |
| 2    | Omar Derghali   | Stade bagnérais | 12     |
| -    | Jérôme Gallion  | RC Toulon       | 12     |
| -    | Claude Martinez | AS Béziers      | 12     |
| 5    | Michel Dancla   | Stade bagnérais | 11     |
| 6    | Pierre Lacans   | AS Béziers      | 10     |
| 7    | Gérald Porical  | USA Perpignan   | 9      |